# Crash Love
Crash Love é o oitavo álbum de estúdio da banda estadunidense de hardcore AFI, lançado em 29 de setembro de 2009.
O álbum teve a participação de fãs escolhidos pela banda para gravar uma música do álbum, "I Am Trying Very Hard To Be Here", sendo escolhidos por vídeos que fizeram falando sobre suas vidas e porque gostavam de AFI.
Os ganhadores do concurso chamado "Begin Transmission" foram os que fizeram os 6 melhores videos. "Medicate" é o primeiro single e "Beautiful Thieves" é o segundo.

## Faixas
1. "Torch Song" - 3:45
2. "Beautiful Thieves" - 3:46
3. "End Transmission" - 3:47
4. "Too Shy to Scream" - 2:57
5. "Veronica Sawyer Smokes" - 2:44
6. "Okay, I Feel Better Now" - 4:31
7. "Medicate" - 4:20
8. "I Am Trying Very Hard to Be Here" - 2:43
9. "Sacrilege" - 3:27
10. "Darling, I Want to Destroy You" - 3:43
11. "Cold Hands" - 3:32
12. "It Was Mine" - 3:53

### Edição deluxe (disco bónus)
1. "Fainting Spells" (Decemberunderground 2006) - 4:00
2. "We've Got the Knife" (Demo Crash Love) - 3:50
3. "Where We Used to Play" (Demo Crash Love) - 3:57
4. "100 Words" (Sing The Sorrow 2003) - 5:14

### iTunes
1. "Too Late For Gods" - 4:04
2. "Breathing Towers To Heaven" - 3:51

## Paradas
| Parada                | Posição |
| --------------------- | ------- |
| ARIA Charts           | 16      |
| Canadian Albums Chart | 17      |
| RIANZ                 | 38      |
| UK Albums Chart       | 73      |
| Billboard 200         | 12      |
| Alternative Albums    | 5       |
| Hard Rock Albums      | 4       |
| Rock Albums           | 5       |